# Lomatia ferruginea
Lomatia ferruginea, conocido por los nombres comunes de romerillo, fuinque , huinque, helecho de árbol, more, pinue, plume o palmilla; es una especie arbórea de la familia de las protéaceas endémica del centro y sur de Chile con una distribución desde la Región del Maule hasta Magallanes (35° a 55° latitud sur). Prefiere los lugares húmedos y sombríos, a veces hasta pantanosos.

## Descripción
Árbol perennifolio de hasta 10 m de altura. Más común como arbusto, ramificado con ramas ascendentes. Ramillas y hojas nuevas cubiertas de vello afelpado color café rojizo. Hojas perennes, grandes, doblemente compuestas, parecidas en apariencia a un helecho y muy semejantes a la especie australiana Grevillea robusta también de la familia Proteaceae.
Flores reunidas en un racimo, hermafroditas, formadas por 4 tépalos amarillo verdosos por fuera y rojos por dentro, 4 estambres sin filamento insertos en los tépalos y ovario súpero con estilo arqueado y estigma aplanado.
Fruto: un folículo leñoso con el estilo persistente. Semillas aladas.

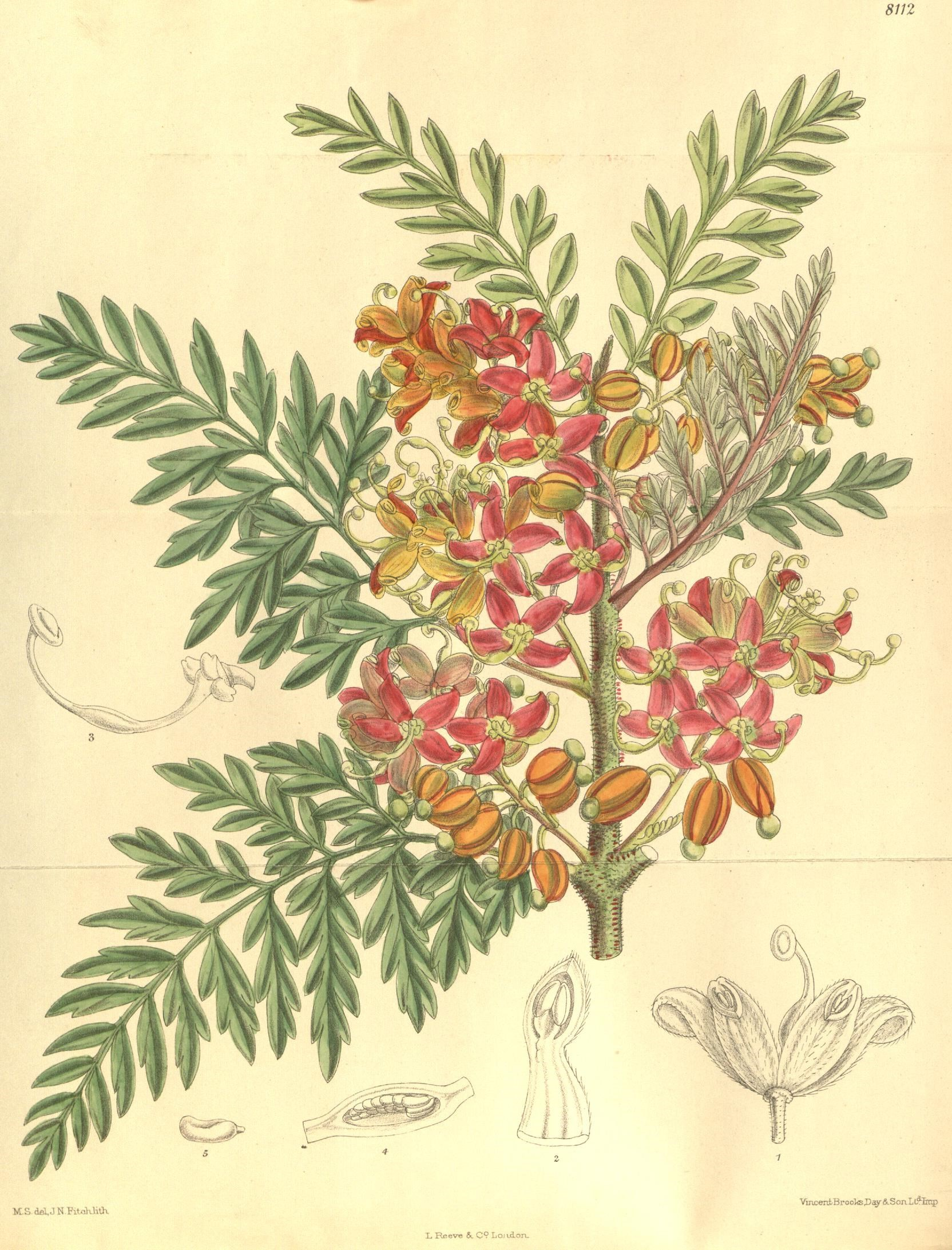
Ilustración detalle de hojas y flores.
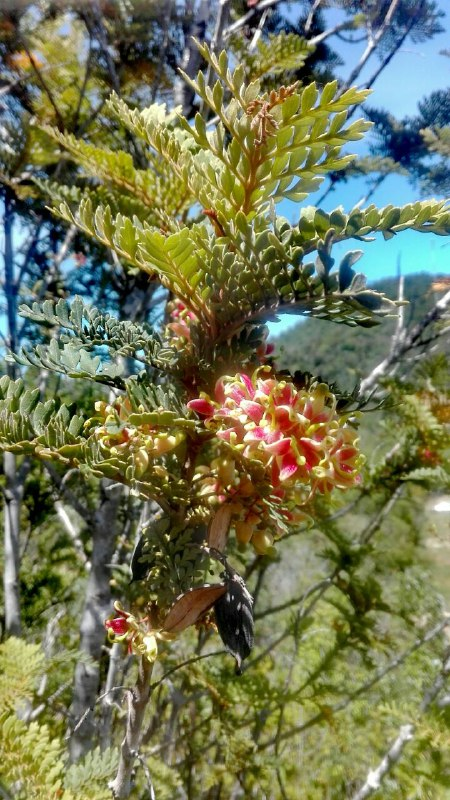
Flores y fruto de L. ferruginea, ubicado en la costa de Chaihuín.
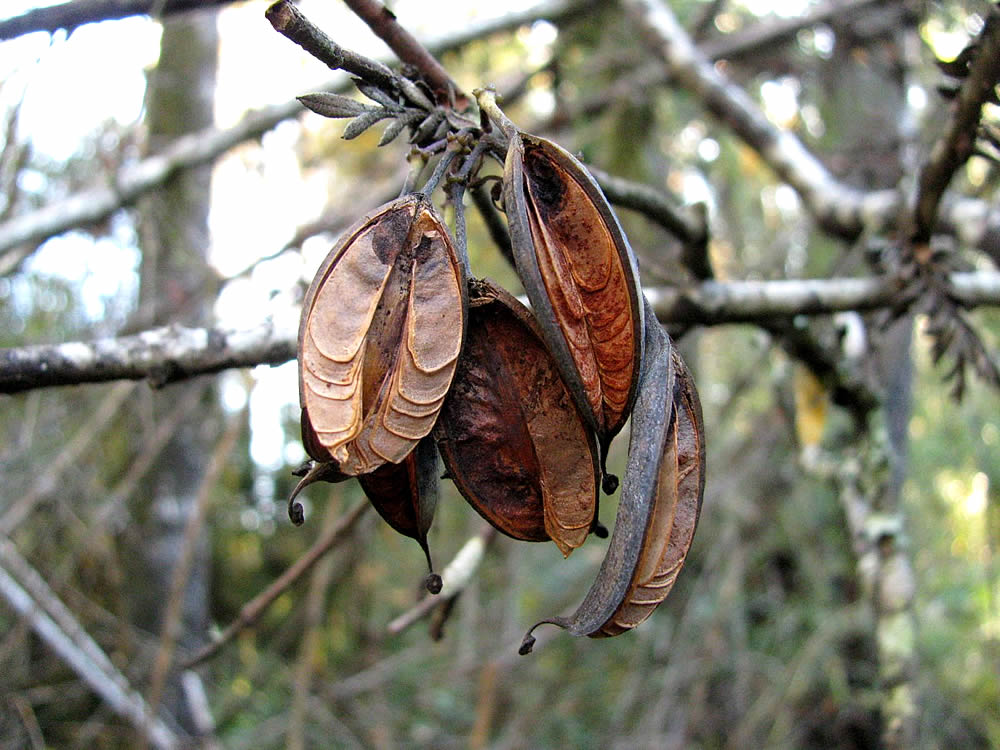
Frutos de L. ferruginea.